# 半谷高久
半谷 高久（はんや たかひさ、1920年12月8日 - 2008年1月17日）は、日本の地球化学者。
福岡県門司市（現北九州市）出身。1942年東京帝国大学理学部化学科卒。1954年理学博士。名古屋大学助手、1950年旧・東京都立大学助教授、61年教授、84年定年退官、名誉教授。MV研究所長。1979年地球化学研究協会学術賞（三宅賞）受賞。委託により渡良瀬川や水俣の水質調査をおこなったが、その分析結果を公開しない官庁を批判した。

## 著書
- 『水質調査法』丸善 1960
- 『公害の克服』三省堂新書 1970
- 『水と人間』田代三善絵 小峰書店 1975
- 『ゴミとたたかう』小峰書店 1978
- 『陸水学への招待』東海大学出版会 1980
- 『地球・水・思う』化学同人 1982

### 共編著
- 『地球化学入門』菅原健共編 丸善 1964
- 『社会地球化学 人間社会と自然の新しい見方』安部喜也共著 紀伊国屋新書 1966
- 『水質汚濁研究法』安部喜也共編著 丸善 1972
- 『水分析におけるサンプリング』編著 講談社 フィールドワークシリーズ 1972
- 『水文学講座 9 汚染水質機構』編 共立出版 1973
- 『都市環境入門』松田雄孝共編 東海大学出版会 1977
- 『社会地球化学 人間社会と自然の新しい見方』安部喜也共著 紀伊国屋書店 1981
- 『水とつきあう』加藤辿共編 化学同人 1983
- 『水質調査法 改訂2版』小倉紀雄共著 丸善 1985
- 『地球化学入門』編 丸善 1988
- 『人・社会・地球 私たちのシステム論から未来への構図を探る』秋山紀子共著 化学同人　1989
- 『人間と自然の事典』岡部昭彦, 秋山紀子共編 化学同人 1991
- 『水と生命と地球』小椋和子共著 小峰書店 環境と人間 1993
- 『水質調査ガイドブック』高井雄,小倉紀雄共著 丸善 1999

### 翻訳
- リアン・メースン『地球化学概論』みすず書房 1954
- W.F.Pickering『化学分析の基礎』一国雅巳共訳 丸善 1968
- バリー・コモナー『科学と人類の生存 生態学者が警告する明日の世界』安部喜也共訳 講談社 1971
- バリー・コモナー『なにが環境の危機を招いたか エコロジーによる分析と解答』安部喜也共 講談社ブルーバックス 1972
- W.スタム, J.J.モーガン『一般水質化学』安部喜也共訳 共立出版 1974

### 慣習
- 『新版・環境とリサイクル』全12巻 監修 小峰書店 2003

## 論文
- <半谷高久